# Marshall County (Alabama)
Marshall County is een county in de Amerikaanse staat Alabama.
De county heeft een landoppervlakte van 1.469 km² en telt 82.231 inwoners (volkstelling 2000). De hoofdplaats is Guntersville.

## Bevolkingsontwikkeling

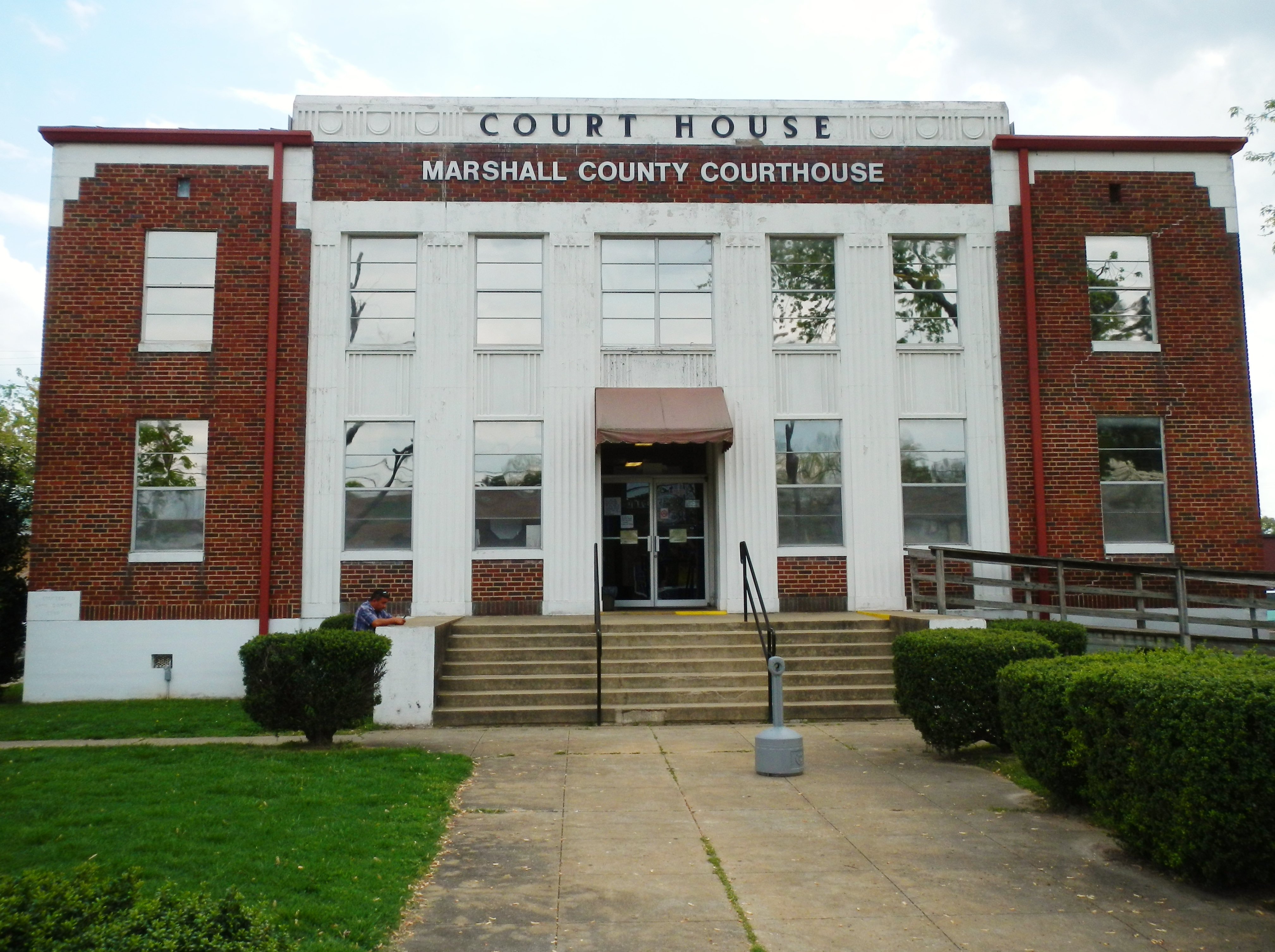
Marshall County Courthouse